# Imed Mhedhebi
Imed Mhedhebi (en árabe: عماد المهذبى‎; Ben Arous, Túnez, 22 de marzo de 1976) es un exfutbolista de Túnez que jugaba en la posición de extremo.

## Carrera

### Club
| Periodo   | Club           |
| --------- | -------------- |
| 1994-2001 | ES Sahel       |
| 2001-2003 | Genoa CFC      |
| 2003-2004 | CS Sfaxien     |
| 2004-2005 | ES Sahel       |
| 2005-2007 | FC Nantes      |
| 2007-2009 | Stade Tunisien |
| 2009-2010 | AS Djerba      |
| 2010-2012 | AEP Paphos FC  |

### Selección nacional
Jugó para Túnez en 58 ocasiones de 1998 a 2005 y anotó 12 goles; participó en la Copa Mundial de Fútbol de 2002, en la Copa FIFA Confederaciones 2005 y en tres ediciones de la Copa Africana de Naciones, donde salió campeón en la edición de 2004.

## Logros

### Club
- CLP-1 (1): 1997
- Recopa Africana (1): 1997

### Selección nacional
- Copa Africana de Naciones (1): 2004